# Distretto di Akcjabrski
Il distretto di Akcjabrski (in bielorusso Акцябрскі раён?) è un distretto (raën) della Bielorussia appartenente alla regione di Homel'.